# Cantone di La Plaine niortaise
Il Cantone di La Plaine niortaise è una divisione amministrativa dell'arrondissement di Niort in Francia.
È stato costituito a seguito della riforma approvata con decreto del 18 febbraio 2014, che ha avuto attuazione dopo le elezioni dipartimentali del 2015.

## Composizione
Comprende i 10 comuni di:
- Aiffres
- Brûlain
- Chauray
- Échiré
- Juscorps
- Prahecq
- Saint-Gelais
- Saint-Martin-de-Bernegoue
- Saint-Romans-des-Champs
- Vouillé